# Annette Badland
Annette Badland, född 26 augusti 1950 i Edgbaston, Birmingham, är en brittisk skådespelare. Hon är bland annat känd för rollen som rättsläkaren Dr Fleur Perkins i TV-serien Morden i Midsomer.